# 近世哲学
近世哲学（きんせいてつがく）は、中世の後に区分される、おおよそ16世紀から20世紀までの哲学のこと。近代哲学とも。現代（Gegenwart）という区分を認めるか、近代（Die modern Zeit）がいつ終わるかについては哲学史上学説の争いがあるので、近世（Die neuere Zeit）は、その点について一定の立場を留保して使用する便宜な語として用いられている。思惟と存在の関係をめぐって様々な形で哲学上の立場の対立があった時代であるが、ここでは、大陸合理論とイギリス経験論の対立を中心に述べる。ルネサンス期の哲学（16世紀から17世紀）、理性の時代の哲学（17世紀前半）、啓蒙時代の哲学（17世紀後半～18世紀）、19世紀の哲学、20世紀の哲学については、それぞれの項目を参照のこと。

## 概要
近代哲学を準備したのは、ルネサンス期において発達した数学・幾何学と自然哲学である。ガリレオ・ガリレイは、数学的に記述される自然という新たな世界観を作り出した。ルネサンスによって神から人間に世界の中心が移ることで「人間の理性」によって機械的な自然を認識し、永遠・普遍妥当な真理に到達できるという世界観が生まれたのである。この新たな世界観に対応するために生み出されたのが大陸合理論とイギリス経験論である。両者は、数学の確実性を足がかかりにするという点ではなんら違いがなく、絶対確実な真理を認識する起源について、異なる対応をとったいわば双子の兄弟である。イマヌエル・カントは、観念の発生が経験と共にあることは明らかであるとして合理主義を批判し、逆に、すべての観念が経験に由来するわけでないとして経験主義を批判し、二派の対立を統合したのである。

## 合理論

### デカルト

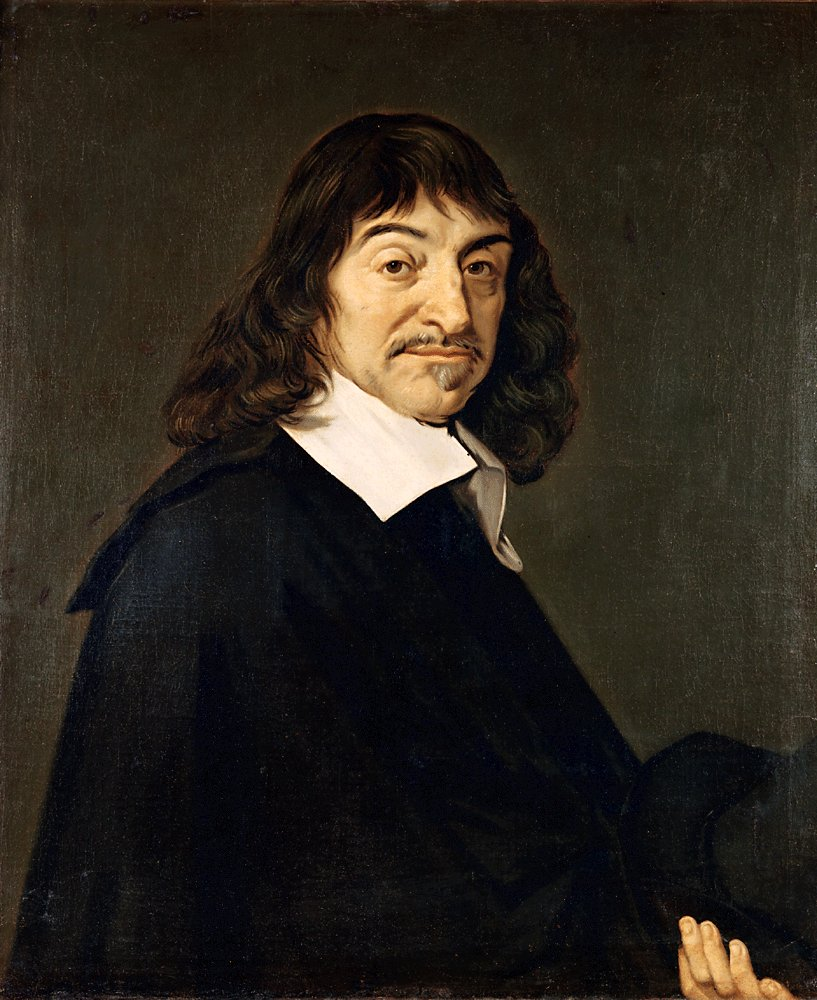
デカルト（1596年-1650年）

大陸合理論の父は、ルネ・デカルトである。デカルトは、数学・幾何学の研究によって得られた概念は疑い得ない明証的なものであると考え、これを基礎付けるための哲学体系を確立しようとした。デカルトは、合理的な学問的知識さえを疑う全面的な懐疑主義に対して方法的懐疑論を唱え、肉体を含む全ての外的事物が懐疑にかけられた後に、どれだけ疑っても疑いえないものとして純化された精神だけが残ると主張した。デカルトは、精神を独立した実体と見て、精神自身の内に生得的な観念があり、理性の力によって精神自身が、観念を演繹して展開していくことが可能であるとした。このような人間の思考には経験内容から独立した概念が用いられているという考え方を生得説という。ロックと彼を引き継ぐジョージ・バークリーやデイヴィッド・ヒュームなどのイギリス経験論者は、経験に先立って何らかの観念が存在することはなく、人間は「白紙状態」（タブラ・ラサ）として生まれてくるものと考えて生得説を批判したのである。

### マルブランシュ

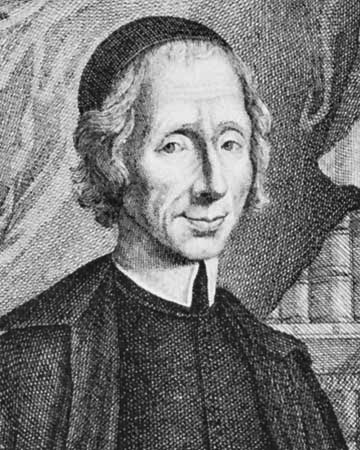
ニコラ・ド・マルブランシュ(1638年-1715年)

### スピノザ

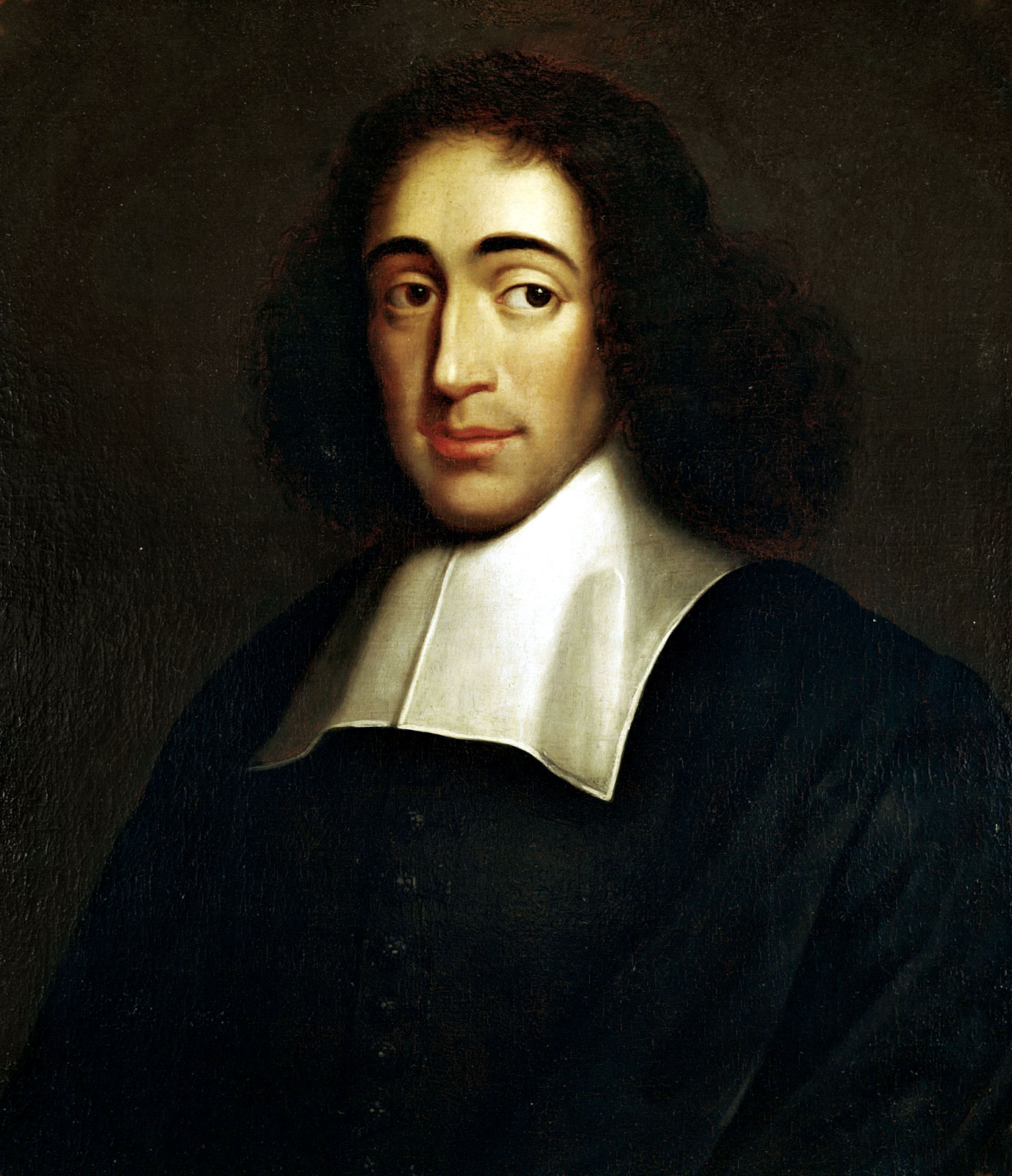
スピノザ（1632年 - 1677年）

### ライプニッツ

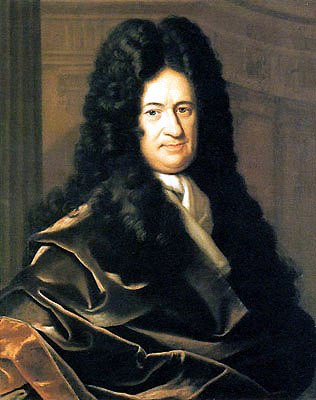
ライプニッツ（1646年 - 1716年）

## 経験論

### ロック

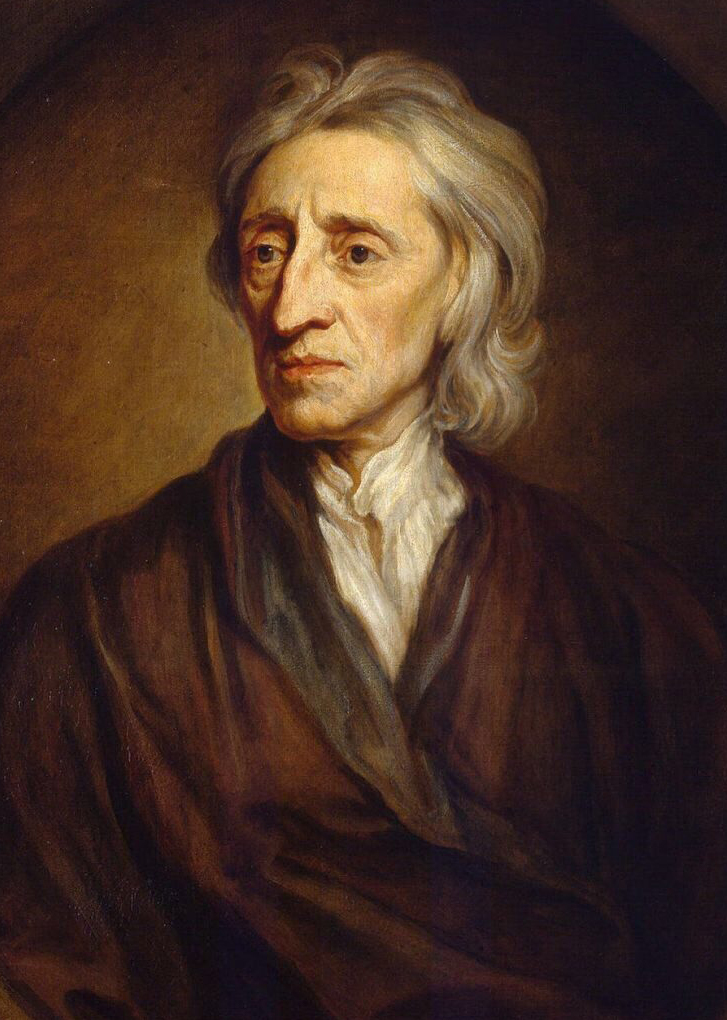
ロック（1632年 - 1704年）

イギリス経験論の父はジョン・ロックである。彼は、観念は感覚(sensation)もしくは反省(reflection)から発生すると考え、認識の起源は経験であるとした。彼によれば、観念には単純観念と単純観念が合わさって形成した複合観念があるが、このような観念の結合・一致・不一致・背反の知覚が知識である。したがって、全ての観念と知識は人間が経験を通じて形成するものだということになる。
精神、物体、神の三つが実体であるという結論では、ロックとデカルトとの間に差異はないが、その説明に差異がある。デカルトの実体概念は他に依存せず独立して存在するものというものであるが、ロックはこれを批判し、実体概念を複合観念の一種とする。彼によれば、単純観念の諸属性の基となる何ものかがあると人は更なる基礎づけを求めたくなるが、その何ものかは説明不能なのである。しかし、それが存在することをわれわれは直観的に知っている。それが精神である。ロックは、真理を直観によって明証に知り得るとする点でデカルト主義者であり、「人間の理性」に対する信頼は合理論となんら違いはない。デカルトのように神による保証なしという点が合理論と異なるだけである。また、ロックは、同様の理屈から、無からは何も生じないこともわれわれは直観的に知っており、万物の根源たる神が実体であることは認めざるを得ないとする。このことから、彼は、精神と神の存在についての知識は確実であるとする。しかし、自然哲学、つまり物体に関する知識は確実なものではなく、蓋然性を得るにとどまる。ロックもデカルト同様、数学に関しても論証的知識に属するとしてその確実性を否定したわけではなかった。ロックは、反省によって生成された観念を理性によって演繹すること認めるので、その限りで、ロックはデカルト主義者であるということもできる。しかし、ロックによれば、物体の性質は、固性・延長性・形状等の外物に由来する客観的な「第一性質」(primary quality）と、色・味・香等の主観的な「第二性質」(secondary quality)に分かれるが、我々が知ることはできるのは後者のみであるとする。その限りでロックは懐疑論者である。しかも、ロックは、それすらも経験によって全てを知ることはできず、その蓋然性を得るにすぎないとしたのである。経験論は、このような懐疑論的契機をもともと持っていたのであり、それはバークリを介してヒュームにおいて結実することになる。

### バークリ

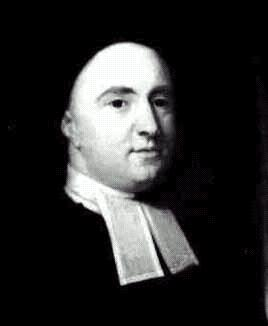
ジョージ・バークリ(1685年-1753年）

ジョージ・バークリーは、ロックの経験論を承継しつつ、ロックが物体を実体とした上で、物体の第一性質と第二性質を区別したことを批判した。彼は、両者の区別を否定し、実体とは同時的なる観念の束(bandle or collection of ideas)に他ならないと考えた。このような考え方から、彼は、物体が実体であることを否定し、知覚する精神と、神のみを実体と認めた。このことを端的に表す有名な言葉として「存在とは知覚されてあることである」（There esse is percipi)がある。ロックの経験論は独我論と懐疑論の中道を目指す経験的実在論を基礎にしていたが、バークリはロックに潜むデカルト主義者的観念論を見出し、デカルトと同様に神を持ち出さざるを得なくなったのである。

### ヒューム

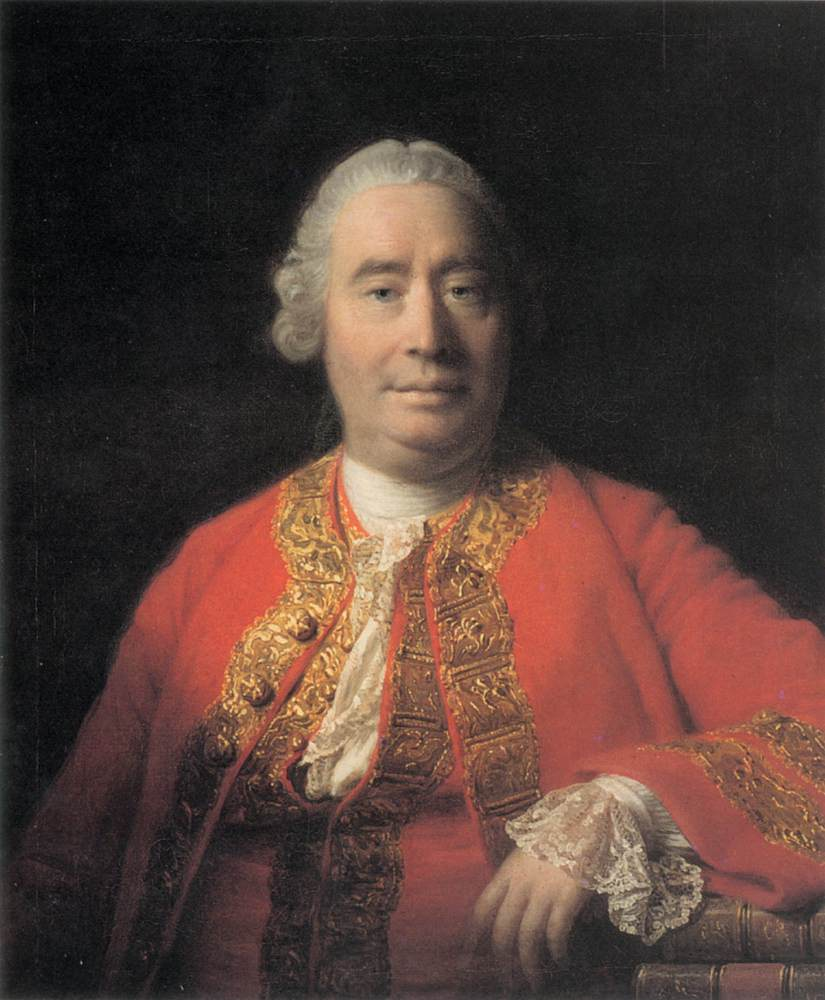
ヒューム（1711年- 1776年）

デビット・ヒュームは、バークリーの観念論を継承し、自我さえも「感覚の束」であるとしてその実在性を否定した。彼は、 主著『人間本性論』において、あらゆる観念の理性による基礎付けを否定し、当時の自然科学の知見に基づき、観念の形成過程を分析した。ヒュームによれば、人間の「知覚」は印象（impression）と、そこから創出される観念（idea）の二種類に分けられるが、全ての観念は印象から生まれる。印象は人の意識に強く迫ってくるいきいきとしたものであるが、なぜそれが生じるのか説明のつかないものであり、観念は印象の色あせた映像にすぎない。この観念が結合することによって知識が成立するが、知識には数学や論理学のように確実な知識と蓋然的な知識の二種がある。観念の結合について「自然的関係」と「哲学的関係」の2種があり、前者は「類似」（similarity）・「時空的近接」（contiguity）・｢因果関係」（causality）があり、後者は量・質・類似・反対および時空・同一性・因果がある。その上で、ヒュームは、因果関係の特徴は必然性にあるとしたが、一般に因果関係といわれるｐとｑのつながりは、人間が繰り返し経験する中で「習慣」（habit）によって心の中に生じた蓋然性でしかないと論じ、理性による因果関係の認識の限界を示したのである。ロックは、経験的実在論を基礎に、独我論と懐疑論の中道を求めたのであるが、同じく経験から出発して当初の目的とは正反対の結論が導き出されてしまったのである。

## カント

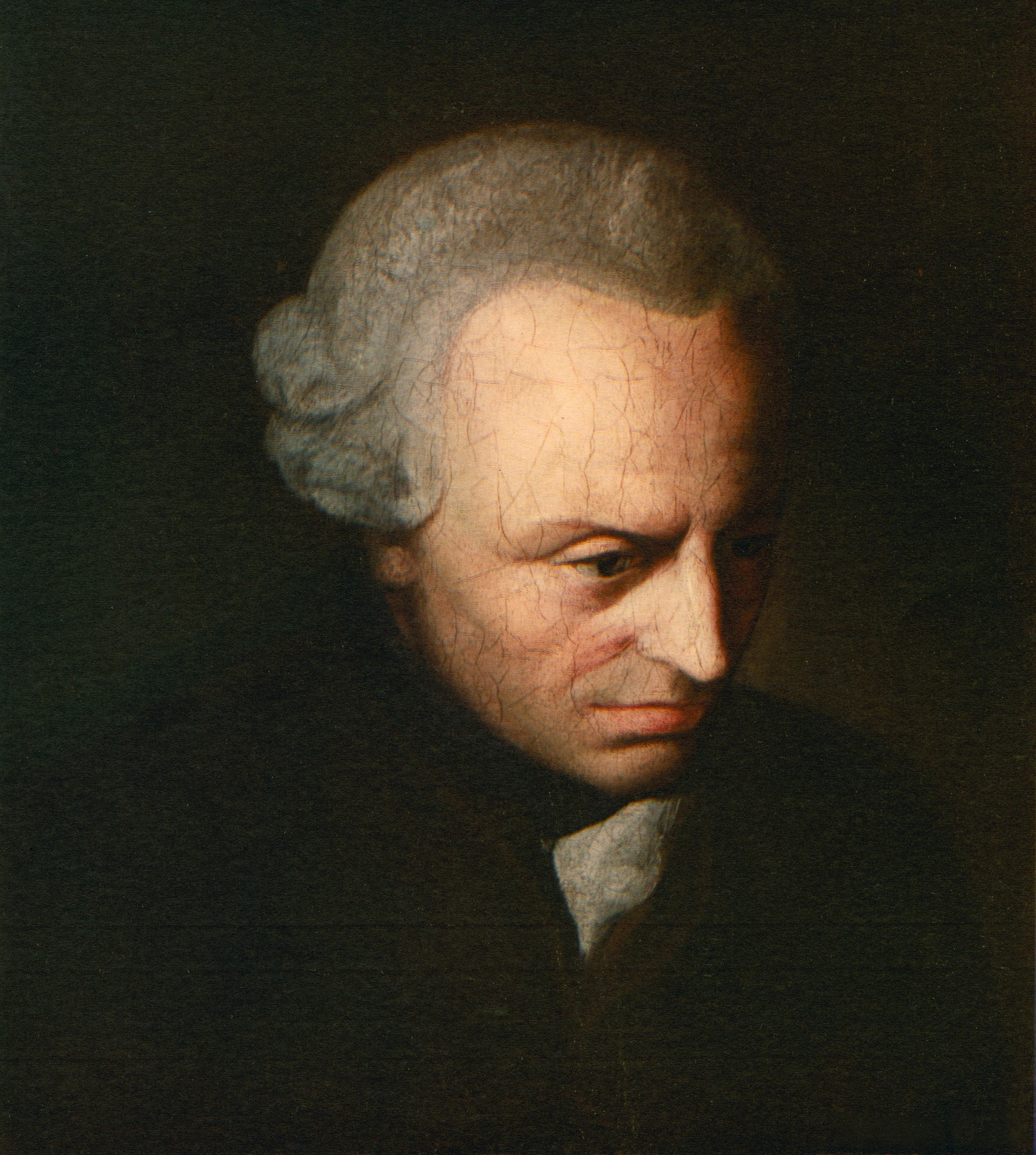
カント（1724年-1804年）

イマヌエル・カントは、観念の発生が経験と共にあることは明らかであるとして合理主義を批判し、逆に、すべての観念が経験に由来するわけでないとして経験主義を批判し、二派の対立を統合した。
デカルトは、外界にある対象を知覚することによって得る内的な対象を意味する語としてidéeの語を充てていたが、このような構造に関しては経験主義に立つロックも同様の見解をとっていた。カントは、これらの受動的に与えられる内的対象と観念ないし概念を短絡させる見方を批判し、表象（Vorstellung）を自己の認識論体系の中心に置いた。カントは、表象それ自体は説明不能な概念であるとした上で、表象一般はその下位カテゴリーに意識を伴う表象があり、その下位には二種の知覚、主観的知覚＝感覚と、客観的知覚＝認識があるとした。人間の認識能力には感性と悟性の二種の認識形式がアプリオリにそなわっているが、これが主観的知覚と客観的知覚にそれぞれ対応する。感覚は直感によりいわば受動的に与えられるものであるが、認識は悟性の作用によって自発的に思考する。意識は感性と悟性の綜合により初めて「ある対象」を表象するが、これが現象を構成するのである。このような考え方を彼は自ら「コペルニクス的転回」と呼んだ。カントによれば、「時間」と「空間」、「因果関係」など限られた少数の概念は人間の思考にあらかじめ備わったものであり、そうした概念を用いつつ、経験を通じて与えられた認識内容を処理して更に概念や知識を獲得していくのが人間の思考のあり方だということになる。ヒュームによれば、因果関係は習慣によって生じたものにすぎないが、カントは、これを否定し、ニュートン力学の基礎づけを求めたのである。